# Макіївське лісництво
Макі́ївське лісництво — структурний підрозділ Кам'янського лісового господарства Черкаського обласного управління лісового та мисливського господарства.
Офіс знаходиться у c. Макіївка, Смілянський район, Черкаська область.

## Лісовий фонд
Лісництво охоплює ліси Смілянського району.

## Об'єкти природно-заповідного фонду
У віданні лісництва не перебувають об'єкти природно-заповідного фонду.